# Nucli històric tradicional de l'avinguda del Port del Grau
El nucli històric tradicional de l'avinguda del Port del Grau conforma les edificacions més singulars que es troben al llarg d'aquesta avinguda.

## El palauet Burgos
Prop del principi de l'avinguda se situa el Palauet Burgos, de 1924, també conegut com la Casa del Metge, construït per encàrrec de la propietària de la parcel·la, Maria Burgos Romero. Era un edifici residencial de caràcter romàntic, habitatge del metge José María Aragón, cirurgià de la Plaça de Bous de València.

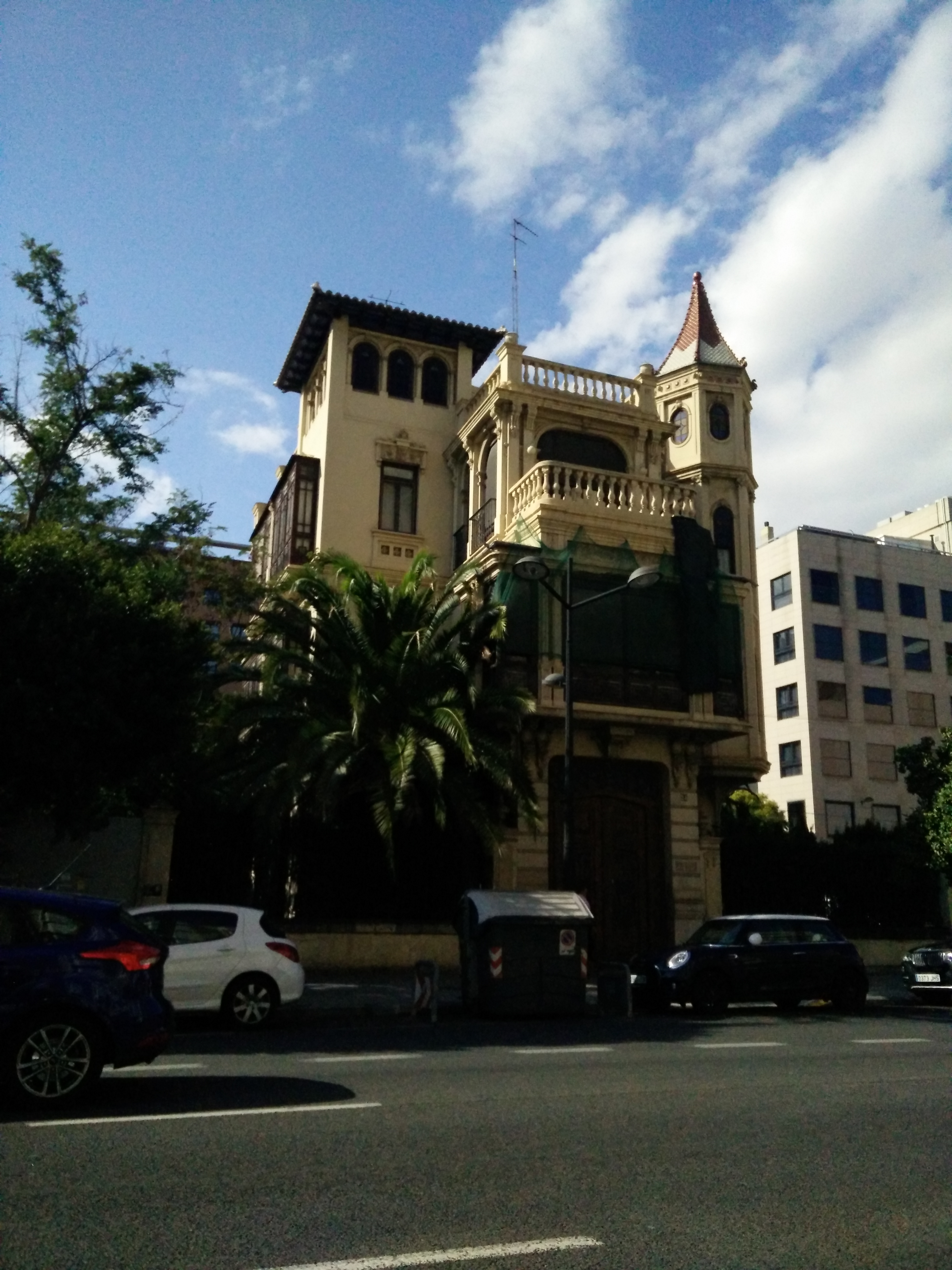
El palauet de Burgos

El projecte original, redactat el 1919 pel mestre d'obres Ricard Cerdà, va ser modificat posteriorment per l'arquitecte Javier Goerlich seguint un estil romàntic comú durant aquells anys, en els quals els historicismes i particularismes omplien les principals ciutats del País Valencià. El 1994 el van sotmetre a una reforma interior per dotar l'edifici d'ascensor i actualitzar-ne les instal·lacions. L'edifici, de planta pràcticament quadrada, està emplaçat en una parcel·la de reduïdes dimensions voltada per una reixa amb llances i adorns de fosa. Un mirador amb vidre en la planta noble sobreïx en planta senyalitzant l'accés a l'habitatge. A la planta superior el mirador està reculat deixant lloc a un espai amb terrassa. Té una torre-mirador de planta hexagonal, mig encastada en un dels vèrtexs, amb una coberta pronunciada que es cobreix amb teules vidriades en forma d'escates de color daurat i ivori. Els espais interiors gaudeixen de sostres alts realitzats en fusta. La gran altura lliure entre forjats permet tres grans buits verticals i galeries per tot el perímetre, que proporcionen il·luminació natural, i comunicació amb l'exterior, i una terrassa de 150 metres quadrats.
Actualment, aquest palauet està catalogat com a edifici historicoartístic d'estil romàntic amb un grau 2 de protecció, la qual cosa obliga a mantenir tant la seua volumetria com els elements arquitectònics més destacats.